# Sphallonycha
Sphallonycha är ett släkte av skalbaggar. Sphallonycha ingår i familjen långhorningar.
Kladogram enligt Catalogue of Life:
| Sphallonycha | \| \| Sphallonycha irundisa \| \| \| \| \| \| Sphallonycha roseicollis \| \| \| \| |
|              | \| \| Sphallonycha irundisa \| \| \| \| \| \| Sphallonycha roseicollis \| \| \| \| |
|              | Sphallonycha irundisa                                                              |
|              |                                                                                    |
|              | Sphallonycha roseicollis                                                           |
|              |                                                                                    |